# Kupea
Kupea, biljni rod iz porodice Triuridaceae, Postoje dvije vrste, obje su endemi, jedna iz Kameruna druga iz Tanzanije. Prirodno stanište su suptropske ili tropske vlažne nizinske šume. Kupea martinetugei je ugrožena je gubitkom staništa.

## Vrste
1. Kupea jonii Cheek
2. Kupea martinetugei Cheek & S.A.Williams